# 8302 Kazukin
8302 Kazukin è un asteroide della fascia principale. Scoperto nel 1995, presenta un'orbita caratterizzata da un semiasse maggiore pari a 2,3048210 UA e da un'eccentricità di 0,1610629, inclinata di 5,36370° rispetto all'eclittica.